# Synapse Software
Synapse Software Corporation (SynSoft au Royaume-Uni), est une société de développement de jeux vidéo et d'édition américaine active de 1981 à 1984. Elle a développé principalement pour les ordinateurs Atari 8-bit, et plus tard, le Commodore 64 et d'autres systèmes.
Synapse est connu pour une série de jeux tels que Fort Apocalypse, Blue Max, Pharaoh's Curse, et Shamus, y compris certains jeux inhabituels qui ne sont pas basés sur des concepts établis, comme Necromancer et Alley Cat.
Synapse a été fondée par Ihor Wolosenko et Ken Grant. La société a été achetée par Brøderbund Software à la fin de l'année 1984.

## Jeux d'action
Les premières sorties de Synapse ont été pour les ordinateurs Atari 8-bit, à partir de 1981. Certains de leurs premiers jeux étaient basés sur des éléments de jeux d'arcade contemporains. Protector (1981) utilise des éléments de Defender, et Dodge Racer (1981) est un clone de Head On de Sega. Chicken (1982) a le même concept de base que Kaboom! pour l'Atari 2600 (qui ressemble lui-même au jeu d'arcade Avalanche).
À sa sortie, le jeu Nautilus est remarquable, il propose un écran partagé pour permettre à deux joueurs de jouer en même temps. En mode solo, l'utilisateur contrôle un sous-marin, le Nautilus, sur l'écran inférieur tandis que l'ordinateur contrôle un destroyer, le Colossus, sur l'écran supérieur. C'est similaire à Combat d'Atari, en mode deux joueurs, un autre joueur prend le contrôle du destroyer. Le même système de base a ensuite été réutilisé dans d'autres jeux, dont Shadow World.
Survivor est le premier jeu d'ordinateur domestique à prendre en charge jusqu'à quatre joueurs, un effet secondaire de la première génération de machines Atari, y compris quatre ports joystick. Dans ce cas, tous les joueurs prennent le commandement de différentes parties d'un même vaisseau spatial; en mode solo, il fonctionne comme le vaisseau dans Asteroids, tandis qu'en mode deux joueurs, l'un conduit et l'autre tire dans n'importe quelle direction.
Dans une entrevue avec le magazine Antic, Wolosenko admet que Shamus de 1982 était le début de la réputation de Synapse pour des produits de qualité. D'autres jeux de haute qualité, mieux annoncés, ont suivi en 1982-3. Il s'agit notamment de Necromancer, Rainbow Walker, Blue Max, Fort Apocalypse, Alley Cat et Pharaoh's Curse. C'est à cette époque que la société s'est diversifiée et a commencé à prendre en charge d'autres systèmes, notamment le Commodore 64, qui est devenu une plate-forme majeure. De nombreux jeux de Synapse se sont rendus au Royaume-Uni dans le cadre de la vague initiale d'U.S. Gold (sous la marque "Synsoft"). Certains ont également été convertis pour fonctionner sur les ordinateurs personnels les plus populaires du Royaume-Uni, comme le ZX Spectrum.
Synapse a été l'un des premiers développeurs du projet infructueux de PC au graphisme accéléré Mindset et a créé le jeu de vision subjective Vyper (1984),.

### Portages et ré-éditions
Synapse a développé un portage officiel du jeu d'arcade Zaxxon pour le Commodore 64. Le portage Atari venait de Datasoft. Synapse a également publié Encounter! en 1983, qui a été initialement publié au Royaume-Uni par Novagen Software (en) sans le point d'exclamation dans le nom du jeu.

## Fiction interactive et autres programmes
Bien que ce soit pour leur succès avec les jeux de style arcade qu'ils sont principalement connus, Synapse a commencé à vendre des logiciels de base de données pour les ordinateurs Atari 8-bit. En 1982, Synapse a lancé SynAssembler, un système de développement 6502 beaucoup plus rapide que les offres d'Atari à l'époque. SynAssmbler est un portage de S-C Assembler II Version 4.0 d'Apple II. Le portage a été fait par Steve Hales, qui a également écrit un certain nombre de parties pour Synapse.
Quelque temps avant leur disparition, Synapse avait commencé à travailler sur des fictions interactives (ou comme ils les appelaient, « Romans électroniques »). Les jeux étaient tous basés sur un analyseur appelé "BTZ" (Better Than Zork), écrit par Cathryn Mataga et Steve Hales. Sept jeux ont été écrits en utilisant le système, mais seulement quatre sont sortis, le plus connu étant Mindwheel acclamé par la critique.
Synapse développait une série d'applications : SynFile+ (écrit en Forth par Steve Ahlstrom et Dan Moore de The 4th Works, SynCalc, SynChron, SynComm, SynStock et SynTrend.

## Déclin
Au début de 1984, Synapse était le plus grand fournisseur de logiciels Atari 8 bits, mais 65 % de son chiffre d'affaires provenait du marché Commodore. L'entreprise a connu des difficultés financières. Selon Steve Hales, ils avaient pris un risque calculé en développant la série d'applications susmentionnées et avaient conclu une collaboration avec Atari, Inc. Lorsque Jack Tramiel a acheté la division consommateurs d'Atari à Warner Communications, il a refusé de payer pour les 40 000 logiciels livrés. Cela a ensuite nui financièrement à Synapse.
Après avoir été plongé dans une crise de liquidités, Synapse a été racheté par Brøderbund Software à la fin de 1984. Bien que l'intention ait été de maintenir Synapse en activité, le marché avait changé et ils n'étaient pas en mesure de tirer profit des romans électroniques. Environ un an après le rachat, Brøderbund a fermé Synapse.

## Logiciels édités par Synapse
Les jeux séparés par une barre oblique étaient vendus ensemble sous la forme de "Double Plays", l'un d'entre eux étant un jeu bonus sur l'autre face de la disquette. Rainbow Walker a d'abord été vendu par lui-même, et le deuxième jeu a été ajouté plus tard.
1981
- FileManager 800 (database)
- FileManager+ (database)
- Disk Manager
- Protector
- Dodge Racer

1982
- SynAssembler (6502 assembler)
- Chicken (en)
- Fort Apocalypse
- Picnic Paranoia
- Protector II
- Nautilus (en)
- Claim Jumper
- Slime (en)
- Survivor
- Shamus
- Necromancer

1983
- Rainbow Walker (en) / Countdown
- Alley Cat
- Blue Max
- Shamus: Case II (en)
- Drelbs
- Pharaoh's Curse
- Shadow World (en)
- Zeppelin
- SynCalc
- SynChron
- SynComm
- SynFile+
- SynStock
- SynTrend

1984
- Blue Max 2001
- Dimension X (en)
- Dough Boy (en)
- Encounter!
- New York City (en) / Electrician
- Quasimodo / Air Support
- Relax
- Sentinel
- Slamball
- The Warrior of Zypar
- Mindwheel
- Zaxxon - arcade port